# 汽车炸弹

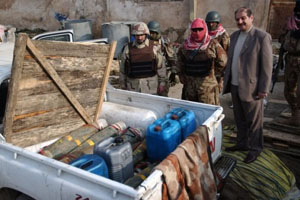
伊拉克的汽車炸彈

汽車炸彈，又称车载简易爆炸装置（VBIED），一般指安裝於汽車內的炸彈，在受害者不知情的情況下，打開車門或發動汽車後觸發安裝其中之炸藥而引爆；亦有利用汽車的普遍性與機動性，隱藏於路邊或衝過防護線，接近目標而引爆殺傷。常見於暗殺行動和恐怖襲擊。

## 使用

### 攻击
汽车炸弹是一种有效的武器，因为这是一种把大量炸药和易燃物质输送到爆炸实施地点的简单方式。汽车炸弹爆炸还产生大量的弹片，或飞溅的碎片，对旁观者和建筑物造成二次伤害。